# Jeraschahun
Jeraschahun – wieś w Armenii, w prowincji Armawir. W 2011 roku liczyła 1834 mieszkańców.